# Sergio Becker
Sergio Ignacio Becker Ayala, (Los Quirquinchos, Argentina, 25 de febrero de 1965) es un exfutbolista argentino.

## Trayectoria
Sus inicios fueron en el club Federación de Los Quirquinchos en Santa Fe. 
El director técnico Leonardo Véliz lo recomendó a Arturo Salah para llegar a Colo-Colo en 1987, tras verlo en las categorías inferiores de Newells Old Boys.

## Clubes
| Equipo            | País  | Año       |
| ----------------- | ----- | --------- |
| Colo-Colo         | Chile | 1987      |
| Audax Italiano    | Chile | 1987      |
| Deportes Arica    | Chile | 1988      |
| San Luis          | Chile | 1988      |
| Deportes Valdivia | Chile | 1989-1990 |
| Deportes Linares  | Chile | 1991      |